# José Calbetó Giménez
José Calbetó Giménez (Vielha, 1937 - 23 de setembre de 2020) també conegut com a Josep Calbetó Giménez, Jusèp Calbetò Giménez o Pepito Calbetó fou un polític aranès militant del Partit Popular de Catalunya i anteriorment d'Unió Democràtica de Catalunya i d'Unió Democràtica Aranesa.

## Biografia
Calbetó prové d'una familia amplament coneguda a la Vall d'Aran. El seu avi, Casimiro Calbetó Mora (1880-1961) ja va ser batlle de Viella a principis del segle XX i son pare, José Calbetó Barra (1911-?) va ser un adicte al règim franquista, guàrdia personal de Franco i alcalde de Viella des de 1960 a 1979. José Calbetó fill va començar en el negoci de l'hostaleria convertint-se en empresari al construir l'hotel Urogallo, un dels hotels més grans de Viella. Calbetó fill va ser alcalde del municipi de Vielha e Mijaran com son pare des de 1991 fins al 1999, primer per la Coalició Aranesa-Convergència i Unió després per UDA atés el trencament amb CDA, i després des de 2007 a 2009 pel PP mitjançant un acord amb Convergència Democràtica Aranesa. També va ser President del Consell Comarcal de la Vall d'Aran, organ antecessor del Consell General d'Aran, que va ser molt qüestionada per l'oposició al Consell Comarcal de la Unitat d'Aran. Va ser un dels responsables de la creació de la coalició amb el PP i UDA anomenada "Unió Popular Aranesa", que va fer que l'exsíndica i lider d'UDA Amparo Serrano Iglesias abandonés el partit. El mateix any va ser cap de llista d'UPA a les eleccions al Consell General d'Aran de 1999, aconseguint només un conseller, ell, qui seria membre del Consell General fins a l'any 2003. Posteriorment, amb l'integració d'UDA en el Partit Popular Català, el mateix Calbetò començà a militar al PPC sent candidat a l'ajuntament de Viella i Mitjaran. L'any 2017 va reivindicar el caràcter nacional de la Vall d'Aran i la llei d'Aran en un acte del PPC. El mateix any va publicar una carta al diari La Vanguardia on defensa l'existència d'un Aran diferenciat amb la seua identitat però dins de Catalunya i Espanya, a més de dir que la independència de Catalunya és un afer netament català en el qual els aranesos no han d'intervindre, demanant que no es votara al referèndum sobre la independència de Catalunya ni es facilitaren infraestructures per a la celebració del referèndum a la Vall d'Aran.